# Petre Mândru
Petre Mândru, meglio conosciuto come Pierre Mindru (Craiova, 13 settembre 1935), è un allenatore di calcio ed ex calciatore rumeno, di ruolo portiere.

## Palmarès

### Giocatore

#### Competizioni nazionali
- Coppa di Romania: 1

Progresul Bucarest: 1959-1960
- Campionato rumeno di Serie B: 1

Progresul Bucarest: 1965-1966

### Allenatore

#### Competizioni nazionali
- Campionato algerino: 1

JS Kabylie: 1973-1974